# قله استقلال
قلهٔ استقلال (به تاجیکی: Қуллаи Истиқлол)، با ارتفاع ۶٬۹۷۴ متر چهارمین قلهٔ بلند در رشته‌کوه پامیر واقع در مرکز ولایت مختار کوهستان بدخشان است. این کوه برای نخستین‌بار توسط یک تیم روسی-آلمانی، که آن را در سال ۱۹۲۸ کشف کردند، درای‌اشپیتز (به معنای سه‌تیغه) نام‌گذاری شد. اما آن‌ها به دلیل عمق برف و خطر سقوط بهمن، موفق به فتح این قلّه نشدند. نخستین صعود به این قله در سال ۱۹۵۴ توسط یک گروه روسی به رهبری ا. آگروف صورت گرفت.
بعد از جنگ جهانی دوم درای‌اشپیتز به قلهٔ انقلاب (به تاجیکی: Қуллаи Инқилоб) تغییر نام داد و در ژوئیهٔ ۲۰۰۶ به نام کنونی خود (قلهٔ استقلال) نامگذاری شد.